# La Cerradura
La Cerradura es una localidad española de la provincia de Jaén (España), perteneciente al municipio de Pegalajar.

## Datos geográficos y económicos
Está ubicada a unos 20 kilómetros al sur de Jaén, por la antigua carretera en dirección a Granada, N-323a. Se encuentra en un estrecho paso entre las estribaciones de Sierra Mágina y la Sierra de la Pandera, junto al río Guadalbullón y próxima al parque natural de Sierra Mágina. 
Su población residente es de 57 habitantes, cifra que se triplica en verano. Su principal actividad económica es la agricultura, especializada en el cultivo del olivar, del que se cosechan anualmente unos cinco millones de kg de aceitunas.

## Recursos turísticos
Destaca sobre todo como área de descanso para viajeros por carretera, por la existencia de restaurantes de carretera, aunque también dispone de algún alojamiento rural para visitantes interesados en rutas senderistas por el cercano parque natural. Su gastronomía se basa en platos típicos de la zona.
Los lugares de mayor interés son:

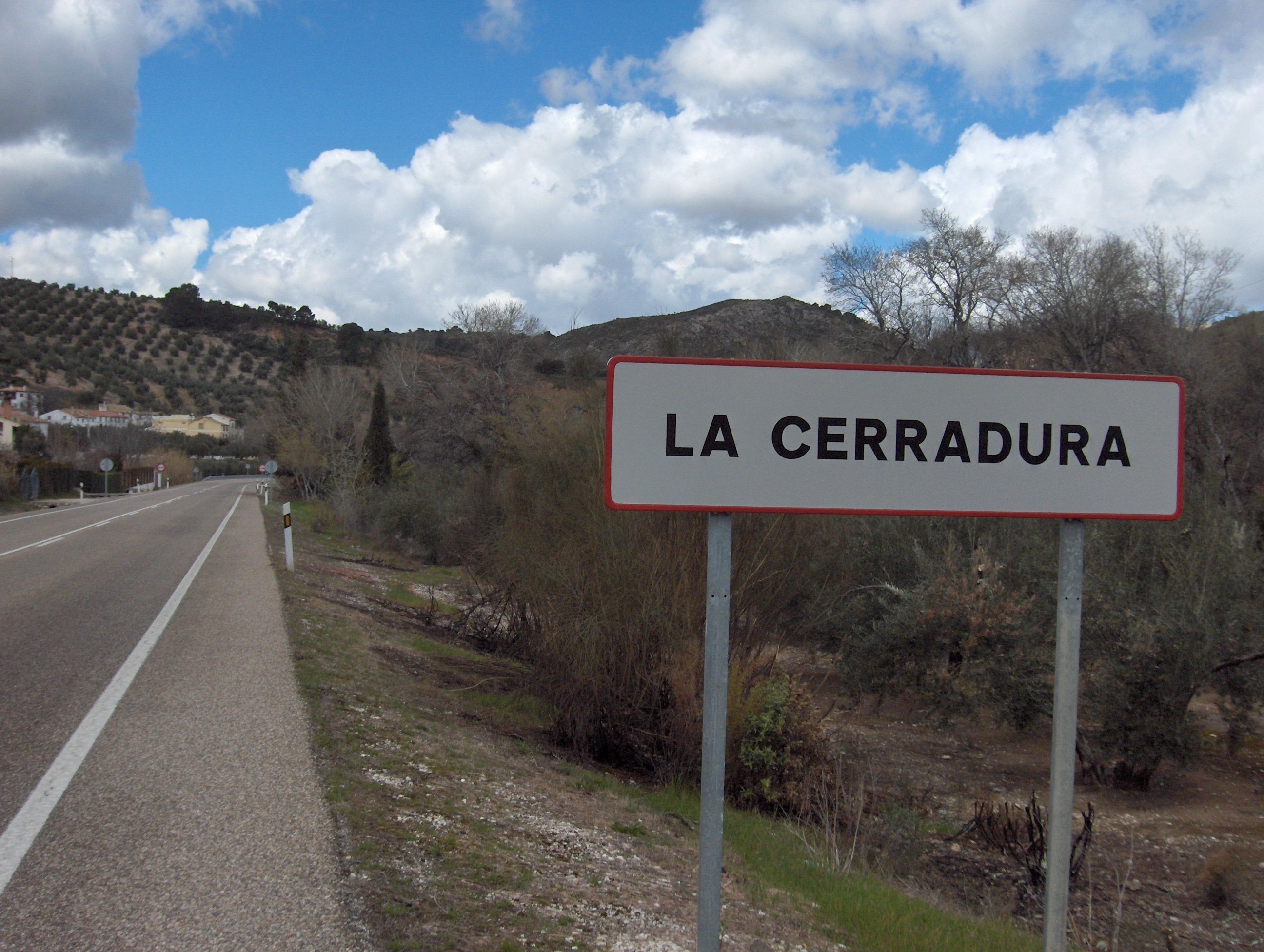
La Cerradura

- La Torre de la Cabeza, un torreón circular usado como atalaya, que data de la segunda mitad del siglo XV.
- La ermita dedicada a la Purísima Concepción, patrona local, cuya fiesta se celebra el 8 de septiembre.
- Centro de Interpretación de la Caminería, con diferentes señales camineras (originales o reproducciones).
- Restaurante El Manchego (https://g.co/kgs/xLQ8cT)

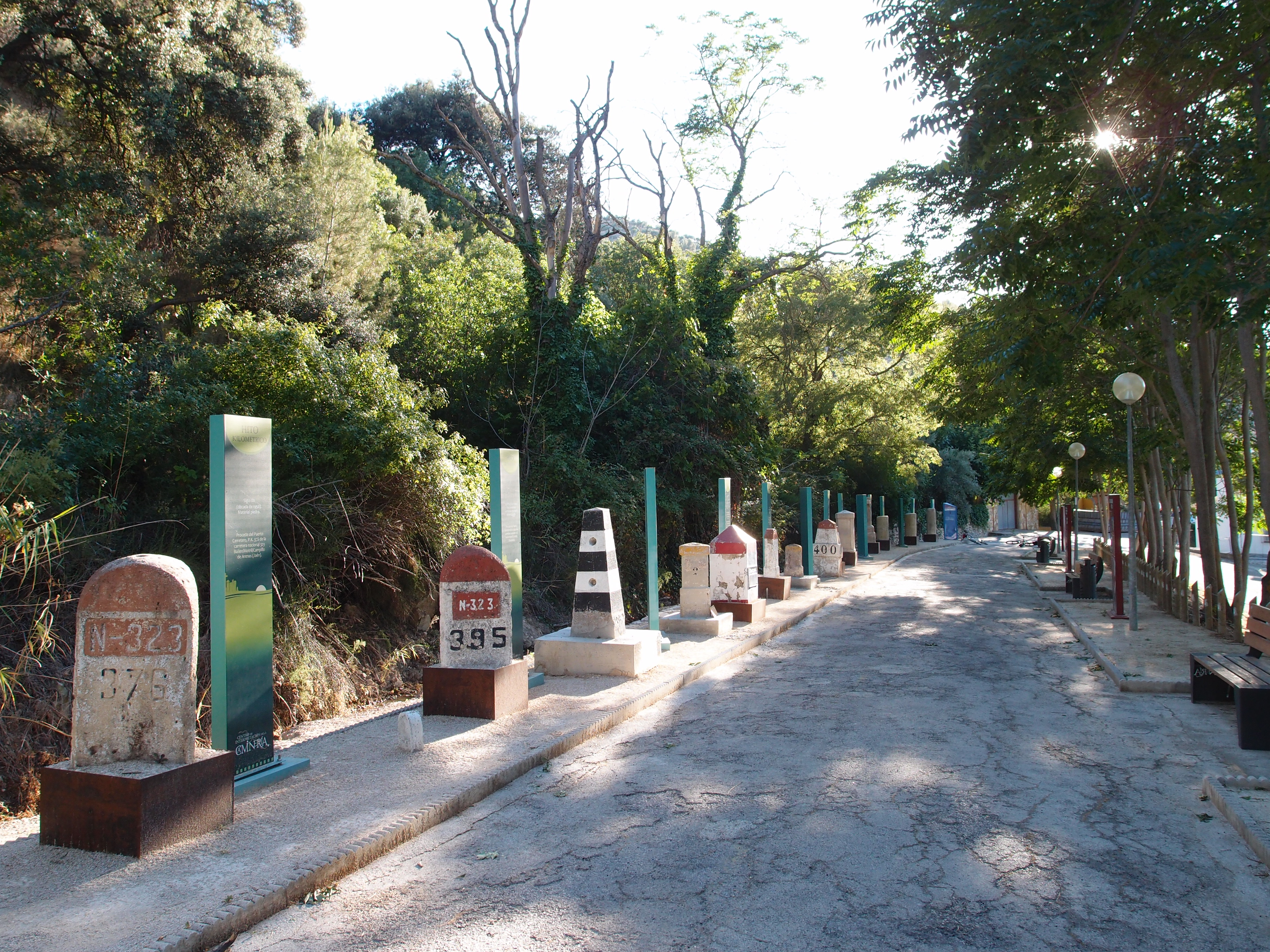
Museo a cielo abierto de señales camineras en La Cerradura, Jaén.